# 高瑜
高 瑜（こう ゆ、ガオ・ユー、1944年〈民国33年〉 - ）は、中華人民共和国のジャーナリスト、著作家。国際女性メディア財団から「勇気賞」を2度受賞した経歴を持つ。

## 人物
1944年、中国重慶市生まれ、中国人民大学で勉強した。1980年代初期ではかつて中国新聞社の記者を務めた。1988年、経済学週報副編集長を務め、1989年の六四天安門事件を積極的に報道したため逮捕され、釈放後1993年に再び逮捕され、1999年に「外国での病気療養」として釈放された後、再びに中国の政治、経済、社会の動きに関する文章を書いていた。2014年4月24日に再び逮捕され、2015年2月25日に北京市第三中级人民法院は国家機密漏洩罪として、高瑜に懲役7年と政治権1年剥奪の判決を下した。